# Illa de Rodolf
L'illa de Rodolf, també anomenada Terra del Príncep Rodolf o illa del Príncep Rodolf és una illa deshabitada que forma part de la Terra de Francesc Josep. El cap Fligely, a l'extrem nord de l'illa, és el punt més septentrional de Rússia i administrativament pertany a l'óblast d'Arkhànguelsk.
La seva ubicació ha fet que l'illa hagi servit com a punt de partida de nombroses expedicions polars.

## Geografia
L'illa de Rodolf té una superfície de 297 km² i es troba gairebé completament coberta de gel. Es troba molt a prop del límit del gel polar polar permanent. El seu punt més alt s'eleva fins als 461 msnm. La glacera de Middendorff (Lednik Middendorfa) cobreix la part sud-est de l'illa.

## Història
El nom li fou donat per l'expedició austrohongaresa al Pol Nord en honor de l'arxiduc Rudolf d'Àustria (1858-1889). Durant el segon any polar internacional, una estació meteorològica establerta a l'illa va ser l'avantguarda científica més septentrional del món.
La badia de Teplitz ha estat emprat com a punt d'hivernada o escala per nombroses expedicions polars a finals del segle xix i començament del xx. Entre 1899 i 1900 una expedició dirigida pel príncep Lluís Amadeu de Savoia, duc dels Abruzzos, s'hi va aturar. També ho va fer l'expedició polar Ziegler de 1903–1905, dirigida per Anthony Fiala, que hi va deixar una gran cabana.